# Velika loža Slovenije
Velika loža Slovenije, skraćeno VLS, je regularna slobodnozidarska velika loža u Sloveniji. Osnovana je 1999. godine uz pomoć Velike lože Austrije.

## Povijest
Nakon stjecanja neovisnosti 1991. godine, koje je uslijedilo raspadom komunističke Jugoslavije, slobodno zidarstvo u Sloveniji postupno se obnavlja. Inicijativu je te godine pokrenuo Čedo Kirchner, Austrijanac koji je djetinjstvo i osnovno obrazovanje proveo u Zagrebu, u ime Velike lože Austrije, skupa s nekoliko hrvatskih i slovenskih slobodnih zidara (koji su postali članovi u inozemstvu), kako bi pomogli obnoviti slobodno zidarstvo u novonastalim državama Hrvatskoj i Sloveniji. Iz tih razloga, početkom 1992. godine osnovana je Loža "Ilirija" sa sjedištem u Beču. Zbog organizacijskih razloga, 5. ožujka 1994. godine osnovana je Loža "Dialogus" (njem. Loge Dialogus) sa sjedištem u Klagenfurtu, s ciljem preuzimanja svih obveza Lože "Ilirija" za Sloveniju. Svi slovenski članovi Lože "Ilirija" prelaze u Ložu "Dialogus".
Nakon što je otvoren masonski hram u Ljubljani, u jesen 1996. godine, Velika loža Austrije je 5. studenoga iste godine osnovala dvije ljubljaneske lože: "Dialogus" i "Žiga Zois". U listopadu 1998. godine u Ljubljani je osnovana i treća loža, "Arcus". Broj slobodnih zidara u Sloveniji toliko je porastao da su se stekli uvjeti za stvaranje prve suverene velike lože u slovenskoj povijesti. Tako je 16. listopada 1999. godine u Ljubljani uz pomoć Velike lože Austrije osnovana Velika loža Slovenije. Ujedinjena velika loža Engleske (UGLE) je 2001. godine priznala ovu veliku ložu kao regularnu.
U rujnu 2002. godine u Ljubljani Velika loža Slovenije je formirala Ložu "Gostoprimstvo" koja je radina na engleskom jeziku. U studenom iste godine osnovana je Ložu "Anton Tomaž Linhart" u Bledu, prva izvan Ljubljane. Obdje ove lože su raspuštene tijekom 2005. godine. Nakon toga su osnovane još dvije lože izvan Ljubljane, "Združena srca" (2007.) u Mariboru i "Olivetum" (2011.) u Kopru. Isključeni članovi iz Lože "Anton Tomaž Linhart" su 2006. godine osnovali Veliku regularnu ložu Slovenije.
Godine 2014. osnovana je i istaživačka Loža "Quatuor Coronati" u Ljubljani. U istom gradu u naredne tri godine osnovane su još dvije lože, "Artes Liberales Europa" (2016.) i "Riječi i djela" (2017.). U Novoj Gorici je 2019. godine osnovana Loža "Srečko Kosovel".
Slovenski slobodni zidari imaju već tradicionalni godišnji skup austrijskih i slovenskih loža pod nazivom "Bratstvo bez granica" (Fraternitas sine limitibus).

## Ustroj
Sjedište Velike lože Slovenije je u Ljubljani. Upisana je u slovneski registar udruga pod nazivom Društvo za očuvanje tradicije slobodnog zidarstva Velika loža Slovenije (slov. Društvo za ohranjanje izročila prostozidarstva Velika loža Slovenije) od 13. listopada 1995. godine. Službeni naziv udruge do listopada 2022. godine bio je Društvo Dialog, prema prvoj Loži "Dialogus".

### Lože
U kolovozu 2024. godine pod zaštitom ove velike lože radi devet loža, od kojih se šest nalazi u Ljubljani te po jedna u Mariboru, Kopru i Novoj Gorici:
- Loža "Dialogus" br. 1, Ljubljana – nosi naziv po deputacijskoj loži istog naziva koja je djelovala u Klagenfurtu; osnovana je pod zaštitom Velike lože Austrije.
- Loža "Žiga Zois" br. 2, Ljubljana – nosi naziv po barunu Sigismundu Zoisu, jednom od vodećih ljudi slovenskog kulturnog pokreta u 18. stoljeću; osnovana je pod zaštitom Velike lože Austrije.
- Loža "Arcus" br. 3, Ljubljana – nosi naziv po latinskom izrazu za luk, element u arhitekturi; osnovana je pod zaštitom Velike lože Austrije.
- Loža "Ujedinjena srca" (Loža "Združena srca") br. 6, Maribor – nosi naziv po mariborskoj loži utemeljenoj 1782. godine.
- Loža "Olivetum" br. 7, Kopar – nosi naziv po latinskom izrazu za maslinik.
- Loža "Quatuor Coronati" br. 8, Ljubljana – ova istraživačka loža nosi naziv po najstarijoj istraživačkoj Loži "Quatuor Coronati" br. 2076, osnovanoj 1886. godine pod zaštitom Ujedinjene velike lože Engleske (UGLE).
- Loža "Artes Liberales Europa" br. 9, Ljubljana – dio je lanca istoimenih masonskih loža koje rade pod okriljem regularnih velikih loža u Europi.[10]
- Loža "Riječi i djela" (Loža "Besede in Dejanja") br. 10, Ljubljana.
- Loža "Srečko Kosovel" br. 11, Nova Gorica – nosi naziv po pjesniku Srečku Kosovelu.

U okviru ove velike lože radile su i 
- Loža "Gostoprimstvo" (engl. Hospitality Lodge) br. 4, Ljubljana – ova deputacijska loža je radila na engleskom jeziku.[4]
- Loža "Anton Tomaž Linhart" br. 5, Bled – nosila je naziv po književniku i povjesničaru Antonu Tomažu Linhartu.[4]

### Uprava
Velikom ložom Slovenije upravlja veliki majstor (slov. veliki mojster) koji se bira na trogodišnje razdoblje. Dosadašnji veliki majstori su:
1. Nenad Funduk (1999. – 2002.)
2. Miran Rems (2002. – 2005.)
3. Mladen Terčelj (2005. – 2011.)
4. Marko Bitenc (2011. – 2023.)
5. Aljoša Domijan (od 2023.)

### Međunarodna suradnja
Velika loža sudjeluje u radu Svjetske konferencije regularnih masonskih velikih loža. Također, potpisala je povelje o prijateljstvu i međusobnom priznavanju s preko 60 regularnih velikih loža.

### Obredi
Primarni slobodnozidarski obred Velike lože Slovenije je Austrijski Schröderov obred. Velika loža upravlja simboličkim stupnjevima plave lože (učenik, pomoćnik i majstor) i delegira upravljanje visokim stupnjevima na dodatna tijela i redove.

## Pridružena tijela i redovi
Upravljanje visokim stupnjevima Velika loža provodi kroz pridružena tijela i redove od kojih svaki predstavlja jedan obred a na temelju potpisanih konkordata.
- Vrhovno vijeće Škotskog obreda za Sloveniju (Vrhovni svet škotskega obreda za Slovenijo) – nadležno za rad Drevnog i prihvaćenog škotskog obreda.[9]
- Red slobodnih zidara kraljevskog luka (Red zidarjev kraljevskega oboka):[9]
  - Veliki kapitel slobodnih zidara kraljevskog luka Slovenije i svetog kraljevskog luka (Veliki Kapitelj Reda zidarjev kraljevega oboka Slovenije in Sveti kraljevi obok) – nadležan za rad Kraljevskog luka i Svetog kraljevskog luka.
  - Veliko zapovjedništvo vitezova templara Slovenije – nadležan za rad vitezova templara i vitezove Malte.
- Velika imperijalna konklava Slovenije – nadležna za rad Crvenog križa cara Konstatina[9]

### Škotski red
Vrhovno vijeće Slovenije je ustanovljeno 25. ožujka 2000. godine. Vrhovno vijeće je član Europske konfederacije vrhovnih vijeća (engl. European Confederation of Supreme Councils).

### Kraljevski luk
Veliki kapitel slobodnih zidara kraljevskog luka Slovenije je osnovan 20. prosinca 2007. godine od tri kapitela u Sloveniji koja su radili do tada radila pod Velikim kapitelom Austrije. Član je Međunarodnog generalnog velikog kapitela slobodnih zidara kraljevskog luka.
U Sloveniji radi jedan kapitel Svetog kraljevskog luka:
- Kapitel kraljevskog luka "Riječi i djela" (Kapitelj svetega kraljevega oboka "Besede in Dejanja"; engl. Words and Deeds Royal Arch Chapter), Ljubljana – kapitel radi na engleskom jeziku.[17]